# 2016-os magyar női jégkorongkupa
Ez az oldal a magyar női jégkorongkupa 2016-os kiírásáról szól. Résztvevők:
- DAB-Angels
- KMH Budapest
- MAC Marilyn

## A Kupa
A kupában mindenki egyszer találkozott a másikkal, így összesen 2 meccset játszott, ebből egyet otthon és egyet idegenben. A körmérkőzések után az első kettő játszotta a döntőt.
- 2016.04.17 vasárnap 	12:45 	MAC Budapest 	- 	DAB-Angels 	11:0 (2:0, 5:0, 4:0)
- 2016.04.18 hétfő 	18:30 	KMH Budapest 	- 	MAC Budapest 	7:0 (4:0, 2:0, 1:0)
- 2016.04.22 péntek 	18:30 	KMH Budapest 	- 	DAB-Angels 	20:0 (7:0, 3:0, 10:0)
- 2016.04.23 szombat 	18:00 	KMH Budapest 	- 	MAC Budapest 	6:0 (3:0, 1:0, 2:0)

A KMH Budapest nyerte a kupát.